# Okręg wyborczy St Augustine’s
Okręg wyborczy St Augustine’s – powstały w 1885 roku, wysyłał do brytyjskiej Izby Gmin jednego deputowanego. Okręg położony był w hrabstwie Kent. Został zlikwidowany w 1918 r.

## Deputowani do brytyjskiej Izby Gmin z okręgu St Augustine’s
- 1885–1911: Aretas Akers-Douglas, Partia Konserwatywna
- 1911–1918: Ronald McNeill, Partia Konserwatywna